# Ali Mardan Khan Bakhtiari
Titre
Vakil-e daulat
1750 – 1751
Ali Mardan Khan Bakhtiari (persan : علی‌مردان‌خان بختیاری) était le chef suprême du clan bakhtiari (ilkhani) de la branche Chahar Lang, et l'un des prétendants majeurs au trône d'Iran après la mort de Nader Shah en 1747.
Il fut le chef autonome de Golpayegan (1749-1751) et d'Ispahan (1750-1751), portant le titre de Vakil-e daulat sous le règne d'Ismaïl III de la dynastie des Séfévides qui légitima son rôle. Il fut repoussé par les forces de Mohammad Karim Khan et après de nombreux conflits avec ce dernier, il est tué en 1754 par deux chefs de la dynastie Zand dans son propre fief.

## Sources
- (en) John R. Perry, The Last Ṣafavids, 1722-1773, vol. 9, t. 2, 1983 (lire en ligne), p59-69
- (en) John R. Perry, Abu'l-Fath Khan Bakhtiari, Encyclopaedia Iranica, Vol. I, Fasc. 3, 1983 (lire en ligne), p 285
- (en) John R. Perry, The Cambridge History of Iran, Vol. 7: From Nadir Shah to the Islamic Republic, Cambridge University Press, 1991 (lire en ligne), p 1–63
- (en) Gene R. Garthwaite, The Persians, vol. Vol. XV, Fasc. 6, Wiley, 2005 (lire en ligne), p1–311
- (en) John R. Perry, Karim Khan Zand, vol. Vol. XV, Fasc. 6, Encyclopaedia Iranica, 2011 (lire en ligne), p561–564